# Leoncio Prado
Leoncio Prado Gutiérrez (Huánuco, 24 de agosto de 1853-Huamachuco, 15 de julio de 1883) fue un militar peruano que participó en diversas guerras contra España, en Cuba y Filipinas. Participó en la Guerra del Pacífico, tras ser capturado fue fusilado por el ejército chileno en julio de 1883 luego de la batalla de Huamachuco. En su memoria se han creado diversas instituciones peruanas, como el Colegio Militar Leoncio Prado. Su padre fue el presidente Mariano Ignacio Prado, quien manejaba negocios en Chile antes de la guerra. Su hermano Manuel Prado Ugarteche fue dos veces elegido presidente constitucional de la República del Perú.

## Biografía

### Infancia
Cuando tenía seis años, su padre vivía en Lima y él con su madre en Huánuco; el padre que ya era coronel del ejército peruano, los hizo llamar a Lima y así llegan madre e hijo en junio de 1859. Leoncio ingresó para comenzar sus estudios a un colegio y su madre ingresó al Convento de Copacabana. El coronel EP Mariano Ignacio Prado, según testimonios de la época, siempre tuvo predilección por este niño; en una carta que Mariano Ignacio envía a la madre de Leoncio, le dice:

Obliga siempre a este niño, que me escriba para que no se vaya a acostumbrar a ser desamorado.
En casa de Bezada quedaron una camisitas suyas y allí quedó también su monturita para los días que quiera montar en sus caballitos que están en la hacienda de Bezada. En esta misma casa, a donde irá siempre, encontrará cariños y atenciones.
Carta de Mariano Ignacio Prado a la madre de su hijo Leoncio Prado Gutiérrez

De esa misma época, a los seis años, se le retrata por primera vez; la posición en la que está el niño Leoncio, es exactamente la misma a la última fotografía que se hizo años después, ya adulto. El peinado es el mismo que usó siempre. Luego de tomada la fotografía el niño Leoncio la “malogró”: había dibujado sobre su cabeza con un alfiler, un escudo nacional del Perú.
Desde niño se sintió fascinado por la carrera de las armas: le fascinaban los ejercicios militares, las paradas y la vida del Regimiento de la Unión, del cual era jefe su padre Mariano Ignacio. Siempre acompañaba en las evoluciones a dicho regimiento y a menudo los acompañaba en sus ejercicios militares. Terminó rogando a su padre que le permitiera el ingreso en la vida militar. Por aquellos tiempos era común que en los diferentes cuerpos del Ejército hubieran niños incorporados, tuvieran la extracción que fuera: ya fuera un niño huérfano que encontraba en los cuarteles el “hogar” o niños mimados o hijos de militares que se mostraban orgulloso de que el hijo continuara la tradición familiar.
El 1 de abril de 1861, vio cumplidos sus sueños antes de cumplir los 8 años. Vistió el soñado uniforme de militar, pasando revista en el regimiento como soldado distinguido.
A los 9 años de edad ingresó al Colegio Guadalupe, a los doce años ya era cabo en el Regimiento de Lanceros de la Unión.
El año 1865, su padre el coronel Mariano Ignacio Prado, era prefecto de Arequipa, después de haber desempeñado igual cargo en Tacna. Por aquel entonces, el país se hallaba inmerso en un conflicto diplomático con España que había desembocado en la ocupación por parte de una escuadra española de las islas Chincha. El Perú no disponía de una fuerza naval lo suficientemente potente como para enfrentarse a los buques españoles y los nuevos barcos encargados tardarían aún mucho en llegar. El gobierno se vio forzado a firmar el 2 de febrero el Tratado Vivanco-Pareja por el que España desocuparía las islas y, a cambio, recibiría tres millones de pesos como compensación por los gastos generados. El malestar generado por la duración del conflicto y la actitud del gobierno, que la opinión pública consideraba débil, se recrudeció. El tratado fue considerado una humillación. El día 28 el coronel Prado se sublevó e inició una campaña militar, en la que participaría Leoncio, que culminó con la toma de Lima el 6 de noviembre del mismo año.
Fue hermano Póstumo de parte de padre de Manuel Prado Ugarteche nacido en 1889 y que fue en dos oportunidades presidente de Perú. Otros hermanos suyos fueron: Mariano, abogado y empresario;   Javier, intelectual y político; y   Jorge, también político.

### Incorporación a la Armada
Culminada la revuelta y establecido el nuevo Gobierno, a los trece años de edad, Leoncio interrumpe sus estudios en el  Primer Colegio Nacional de Perú de Nuestra Señora de Guadalupe para ser incorporado como guardiamarina en la fragata Apurímac, unidad que formó parte de la escuadra del capitán de navío Manuel Villar.
El nuevo Gobierno, dispuso la salida de la escuadra al mando del capitán de navío AP Manuel Villar hacia el sur para reunirse con la flota chilena, país que también estaba en guerra con España. Las fuerzas peruanas se componían de las fragatas Apurímac y Amazonas y las corbetas Unión y América. En Chiloé se reunieron con las naves chilenas Covadonga y Esmeralda, aunque la Amazonas no pudo llegar a su destino al naufragar en los canales chilotes. La flota aliada queda anclada en el apostadero de la isla Abtao al mando del contralmirante chileno Juan Williams Rebolledo. Días después de asumir el mando, Williams parte hacia Ancud con la Esmeralda y deja el mando de la escuadra aliada al capitán de navío peruano Manuel Villar.
El 7 de febrero de 1866, llegaron hasta el apostadero aliado las fragatas españolas Villa de Madrid y Blanca, entablándose un combate que sería conocido como combate de Abtao. La acción se redujo a un intenso bombardeo a gran distancia que no produjo daños significativos en ninguno de los dos bandos. Al día siguiente los buques españoles partirían de la zona para informar de la situación de los aliados. Por esta acción, Leoncio recibiría su primera medalla de guerra.
Las duras condiciones de vida de alta mar, mermaron el estado de salud del joven Leoncio y tuvo que ser desembarcado en Lima para su cura. Ya restablecido, ingresó a la Escuela Militar de Espíritu Santo como cadete militar. Estando en ella, la Junta Calificadora de los asistentes a la Campaña de la Restauración, le otorgó el grado de subteniente, cuyos despachos firmó el 1 de abril de 1866, el ministro de Guerra, coronel José Gálvez y lo refrendó el coronel Mariano Ignacio Prado, Dictador Supremo y padre de Leoncio.

### Combate naval del 2 de mayo
Ante la inminencia del combate en el Callao, se improvisan defensas, las playas se llenan de parapetos y trincheras para repeler el ataque, en la madrugada del día 2 de mayo, Leoncio en su casa le dice a su primo Nazario Rubio "Acompáñame que me voy al Callao, de cualquier modo, mi puesto no está en la Escuela, está en el combate, como en Abtao".
Llegado al Callao, se embarca en una lancha que lo lleva a una de las naves de la escuadra peruana al mando del capitán de navío AP Lizardo Montero Flores. Se traba el combate, la escuadra española bombardea el Callao, las baterías de tierra responden. Una granada española vuela la Torre de La Merced, en donde se encontraba el ministro de Guerra, coronel José Gálvez, matándolo. Tras seis horas de combate, Casto Méndez Núñez, Jefe de la Escuadra española, ordena dar por concluida la acción.
El bombardeo del Callao sería la última acción de los barcos españoles en aguas del Pacífico. Tras reparar los desperfectos en la isla San Lorenzo, pusieron rumbo a España.

### Benemérito a la Patria
Luego del combate y de la revista de ordenanza, Leoncio regresa a su casa en Lima. Entre tanto, la Junta Calificadora del Ejército, por su actuación en el combate, le otorga la clase de Alférez de Fragata y el uso de las condecoraciones otorgadas por la Nación a los “Defensores del Honor e Integridad de la República y Respetabilidad del Continente yo Heroico”.
Reinicia sus actividades militares el héroe, como oficial de marina con la soñada espada, que se la obsequia el comandante general de la Escuadra Peruana, contralmirante AP Lizardo Montero, que se la dio “en premio y honor a su sereno comportamiento”.

### Protesta estudiantil en el Colegio Nacional Nuestra Señora de Guadalupe
En 1867, con 14 años de edad y terminada la guerra, reingresó Leoncio Prado a la Escuela Militar, pero su permanencia es corta, ya que el padre resuelve que complete su instrucción y regresa al Primer Colegio Nacional del Perú de Nuestra Señora de Guadalupe. El de 3 de diciembre de ese año, estando Leoncio con licencia en su casa, se produce en el Colegio Guadalupe una protesta estudiantil. Los alumnos alegando incompetencia de algunos profesores, y demasiados rigores disciplinarios, se sublevaron y tomaron las instalaciones del plantel.
Leoncio Prado, enterado del hecho, va al colegio y, al encontrarlo aislado, sube por las paredes y techos y llega hasta sus compañeros. El día 4 de diciembre, el intendente de policía entra en el plantel con las fuerzas policiales, reabre el colegio y ordena la salida de los huelguistas. A la cabeza de ellos apareció Leoncio Prado, echándose la responsabilidad de los sucesos.
Enterado el Gobierno, dispuso la expulsión de la mayoría de los alumnos. El presidente Mariano Ignacio Prado, dispuso que su hijo, Leoncio, partiera inmediatamente en una expedición que salía en viaje de exploración a la selva amazónica peruana. Así, Leoncio Prado, se unió a dicha expedición.

### Perdido en la selva amazónica peruana
El 16 de diciembre de 1867 partió de Lima a incorporarse a la expedición al almirante Tucker, con la Comisión Hidrográfica que debía estudiar y explorar los ríos de la Amazonia. La expedición se dirigió a Huánuco y reaprovisionada, siguió por Pozuzo, colonia establecida sobre el río del mismo nombre. En Pozuzo, Leoncio Prado recibe la orden de partir con los expedicionarios Charum y Butt, hacia el río Pachitea en una canoa que los esperaba en el río Mayro. Debían tomar los expedicionarios el plano topográfico de los ríos Mayro y Pachitea. En el trayecto se cruzaron con la expedición del sabio Antonio Raimondi, que también exploraba la región.
Haciendo su trabajo Leoncio Prado, se perdió en la enmarañada selva, vagando por ella durante varios días, tratando de encontrar el rumbo. Enterado Antonio Raimondi del hecho, preparó una expedición para buscarlo; luego de varios días tuvo noticia de que Leoncio Prado se encontraba en un campamento de indios Campas; se dirigió a dicho poblado, donde lo encontró y rescató. Los indios Campas, lo habían encontrado vagando por la selva y lo llevaron a su poblado, en donde curaron sus heridas, producidas por alimañas y mosquitos y lo salvaron de una muerte segura. Pasado el incidente de Leoncio Prado, la expedición partió hacia Iquitos por el Pozuzo y el río Pachitea, en medio de infinitas penalidades debido a la insalubridad del clima, las alimañas y los zancudos (mosquitos).
Las duras contingencias que había pasado hicieron del joven Leoncio de solo 15 años, todo un hombre. Muy duras fueron las pruebas que tuvo que pasar desde el Combate de Abtao hasta Iquitos. En esta ciudad fue incorporado al personal de la Flotilla Fluvial del Amazonas de la Marina de Guerra del Perú, permaneciendo ahí hasta 1868, que se retiró del servicio a consecuencia de los acontecimientos políticos de que culminaron con el movimiento revolucionario que obligó al presidente Prado a dimitir.
De regreso a Lima, Leoncio Prado ingresa nuevamente a un colegio para completar su instrucción. Gobernaba el país Manuel Pardo, quien lo pensionó juntamente con otros estudiantes, por cuenta del Estado, en un colegio de los Estados Unidos, en la ciudad de Richmond.
Agitado su espíritu por la larga y cruenta lucha que libra el pueblo cubano, enardecido por las noticias que llegan hasta él dando cuenta del heroísmo derrochado en los combates por las huestes republicanas decide marchar a la isla de Cuba y cooperar en sus luchas por la independencia.

### En la guerra por la independencia de Cuba
En 1874, partió para Cuba, acompañado por su hermano Justo y su medio-hermano paterno Grocio que se alistaron también en el ejército libertador. Toma parte Leoncio Prado en las principales acciones de guerra, pero no está satisfecho. Cree que su aporte personal no es del todo eficaz. Sueña con acciones mayores y sin sujeción a disciplinas, donde pueda desarrollar iniciativas que den resultados grandiosos. Ese carácter le lleva a diseñar un proyecto audaz que asombra por su magnitud. Decía Leoncio Prado: “Los buques con que debemos combatir están bajo bandera española”. Y explica su audaz proyecto que consiste en capturar dichos buques y volverlos contra los españoles, después de hacer prisionera a su tripulación.
Luego de bregar mucho, logra convencer a los altos mandos republicanos cubanos, quienes le dan pase a su audaz proyecto. Al respecto, el presidente de Cuba Tomás Estrada Palma, le escribe:

“Camagüey, agosto 6 de 1876

Señor Leoncio Prado

Oficial de la Marina Peruana

Muy estimado señor Prado:

La atenta carta de Ud. Que me ha sido entregada por el Coronel Fernando López de Queralta, bastaría a falta de otras razones, para demostrar los ardientes deseos que Ud. anima a favor de la causa de Cuba.

Teniendo antes de ahora noticias de los generosos esfuerzos realizados por Ud., con el propósito de tomar parte activa en la contienda de que son testigos nuestros campos hace 8 años y que tienen por único objeto constituir una patria independiente y libre.

Yo me congratulo de manifestar a Ud., nuestro justo agradecimiento; pero al mismo tiempo me siento apesarado de no poder secundar desde luego el importante proyecto concebido por Ud., y del cual me ha dado pormenores el Coronel Queralta.

En el presente caso, como en los demás de igual naturaleza, tengo que sujetarme a las reglas y prácticas establecidas en nuestra joven República.

Por eso he creído conveniente remitir a informe del señor Agente General, el proyecto de Ud., a fin de que procediendo al estudio necesario poseamos mayores probabilidades de acierto si llegase a estimarse posible su ejecución.

Me complazco decir a Ud., que su joven hermano Grocio se halla perfectamente bien. He resuelto que permanezca a mi lado, a fin de tener cerca la oportunidad de expresarle mi estimación. Sírvase admitir Ud., el testimonio de mi alto aprecio y las seguridades de mi amistad.

T. Estrada”
Carta del presidente de Cuba Tomás Estrada Palma a Leoncio Prado Gutiérrez#GGC11C

Dos meses después de esta carta, el teniente Coronel Pío Rosado, recibió, en Nueva York, la siguiente comunicación oficial:

Agencia General de la República

New York, octubre 6 de de 1876

Señor Teniente Coronel

Pío Rosado

Ciudadano:

El C. Secretario de Relaciones Exteriores, me comunica en nota Nº 36 fechada en 6 de agosto, lo que a continuación transcribo:

“El Presidente de la República se ha servido disponer comunique Ud., al Teniente Coronel Pío Rosado y Teniente Coronel A.M. Aguilera, la resolución recaída al proyecto presentado por los mismos en unión del Coronel Queralta y señor Leoncio Prado, desde Kingston, julio 8 de 1876, aplazando ocuparse del asunto en oportunidad favorable, entendiéndose que dicho aplazamiento no afectará la obligación en que están aquellos jefes de cumplir con lo previsto en la Ley de 16 de marzo del corriente año, relativo al regreso de los militares al territorio de la República”.

Lo que comunico a Ud., suplicándole acusar recibo de la presente.

P. y L. Miguel Aldana

A.G.”.

"Para ser completa la emancipación de la América Colonial, el mar Atlántico reclama un 2 de mayo tan americano y concluyente como lo tuvo el mar Pacífico en las aguas del Callao”. Con este pensamiento, escrito en una de sus cartas, Leoncio Prado no podía amilanarse ante la negativa del gobierno cubano para poner en práctica su plan. Solicita y obtiene una patente de corso a fin de proceder por su cuenta y riesgo. Había reunido a una élite de valientes jóvenes cubanos. Contaba además con todo el apoyo de su padre, el Presidente del Perú, que en todo momento favoreció privada y oficialmente la noble causa de la independencia cubana.
Leoncio Prado seleccionó a un grupo de valientes cubanos decididos a ir a la muerte si fuera preciso por el ideal de la libertad. Los conjurados eran 10 jóvenes, perfectamente disciplinados para la empresa cuyas proyecciones y ejecución ignoraban y confiando solamente en el valor, la audacia y la inteligencia de su jefe. Estos valerosos cubanos fueron: capitán Manuel Morey, Domingo Vélez, Pedro Castero, Miguel Gutiérrez Pití, Eduardo Deetgan, Manuel Blanco, Leonardo Álvarez, Eugenio Carloto, Casimiro Brea e Ignacio Zaldívar.
Se reunieron todos en Kingston, Jamaica y de ahí se dirigieron a los diversos puertos, donde debían esperar las instrucciones finales. Los últimos en partir fueron Leoncio Prado, Manuel Morey y Domingo Vélez, para reunirse nuevamente en Puerto Plata, República Dominicana. Todos se reunieron el 3 de noviembre en Puerto Príncipe, Haití.
El 7 de noviembre llegó a Puerto Plata el vapor español “Moctezuma”, procedentes de Saint Thomas y con destino a los puertos de Cuba. El “Moctezuma” estaba armados con dos cañones y tripulado por 60 hombres y al servicio del gobierno español de Cuba. Prado al tomar conocimiento de la importancia del buque y de que salía el mismo día, resolvió embarcarse en él, sin esperar la llegada de los conjurados de Saint Thomas. Apresuradamente hizo guardar en el equipaje doce machetes y ordenó que sus pocos compañeros se armaran con revólveres, tomando pasajes escalonadamente a fin de no despertar sospechas.

### ElMoctezuma
Para abordar el buque, pasaron por comerciantes ambulantes de diferentes nacionalidades, alojándose en la cubierta del buque, salvo Leoncio Prado, Manuel Morey y Domingo Vélez, que se acomodaron en primera clase.
El Moctezuma zarpó a las 14H00 de Puerto Plata, haciéndose a la mar. Fue en este momento que Leoncio Prado, da a conocer a sus compañeros el plan que consistía en apoderarse del buque, rindiendo a la tripulación cuando se encontraran en alta mar. Dispuso el emplazamiento de sus hombres, que estaban armados con revólveres, ya que los machetes no pudieron sacarlos del equipaje por encontrarse ellos en cubierta a la vista de la marinería española. Cuatro conjurados se situaron a proa de la nave, para arrollarlos empujándolos hacia popa, otros cuatro tomaron emplazamiento en las escalas que conducían a los compartimentos bajos, para impedir la subida de los que en ellos se encontraren; Prado, Morey y Vélez se encargarían de rendir al Comandante del buque y a sus oficiales a la hora de la comida, cuando estuvieran reunidos en el comedor que estaba situado en la toldilla de popa.
Eran las 18.00 cuando sonó la alarma llamando a comer; cada cual se dirigió a su puesto señalado de antemano, mientras el pasaje, el capitán y la oficialidad se encaminaban al comedor. Morey tomó asiento en la mesa de oficiales. Prado y Vélez se habían retrasado expresamente, esperando que todos estuvieran sentados en sus mesas. En el momento oportuno, Leoncio Prado, seguido por Vélez, apareció en la puerta del comedor y con voz fuerte dijo: Capitán Cacho Leonardo José Cacho Ceballos, Suances 1828-1876), en nombre de la República de Cuba que se halla en guerra con España lo hago a usted mi prisionero y le demando me rinda el vapor.
Todo el pasaje escuchó con estupor, lo pronunciado por Leoncio Prado. El capitán reaccionando, contestó: Me parece que Usted está de broma, a lo que Prado respondió: Hablo de veras, no haga usted resistencia y los desembarcaré a todos en lugar seguro.
Pronunciadas estas palabras, se produjo un momento de confusión entre la oficialidad del buque; pero más calmados se enfrentaron a los conjurados. La vajilla servía de armas. Prado recibe un golpe en la cabeza que le hace perder el conocimiento. Vélez dispara su arma contra el Comandante de la nave, matándolo. Entretanto Prado reacciona y lucha contra la oficialidad con un puñal. Finalmente, pasados los momentos de confusión y lucha, los oficiales son reducidos al igual que la tripulación. El propio Leoncio Prado iza la bandera de Cuba en el mástil del Moctezuma.
La primera disposición de Leoncio Prado como Comandante de la nave, fue que se diera atención a los heridos y se sepultara en el mar a los muertos en la refriega. Eran la 19h00 y todo había concluido. La tripulación del buque fue encerrada en las bodegas y la oficialidad en la cámara de popa y ordena el cambio de nombre de la nave de Moctezuma a Céspedes, en homenaje al paladín de la libertad cubana.
Al día siguiente, el Céspedes se encontraba a cuatro millas de Puerto Paix, al norte de la isla Fortuna. Ordenó Leoncio Prado desembarcar el pasaje, a la oficialidad y la tripulación a excepción de 6 marineros y los maquinistas necesarios para las maniobras del buque. Se les permitió llevar sus efectos personales y a los que no tenían recursos, se les dio dinero necesario, previa firma de recibos; en estos socorros se invirtió 500 pesos de los 2000, que se encontraron a bordo.
La noticia de la captura del Moctezuma causó enorme sensación en todo el continente y en España. El Senado español se reunió y solicitó a las naciones de América, dar tratamiento de piratas a los conjurados. Brasil y todas las naciones de América rechazaron tal solicitud.

### La odisea delCéspedes-Cuba
Leoncio Prado, tenía que buscar recursos para poder operar la nave y comisiona a ello a Domingo Vélez, quien desembarca del Céspedes para cumplir su nueva misión. Inmediatamente, Leoncio Prado y su nave, hacen rumbo a Laguna Catarazca escapando de los españoles en donde decidió esperar los acontecimientos. La poca profundidad de la bahía, impidió que el buque anclara e hizo rumbo al cabo Gracias a Dios al que llegó el 27 de noviembre de 1876. Bajó a tierra y se presentó a las autoridades con la documentación del comandante Cacho, sin despertar sospecha alguna.
La primera preocupación de Leoncio Prado en cabo Gracias a Dios - a orillas del Mar Caribe, entre Honduras y Nicaragua- fue encontrar un fondeadero seguro para el Céspedes y para ello comisionó a Morey para que en un bote recorriera la costa del cabo. Morey partió con dos de los tres marineros españoles que quedaron en la nave. La embarcación de Morey zozobró y los marineros españoles escaparon. Leoncio Prado, comprendió el peligro que corrían y determinó partir inmediatamente. Procuró conseguir carbón, encontrando solo 18 toneladas, lo cual era insuficiente. Todas estas contingencias detuvieron al Céspedes 21 días en cabo Gracia de Dios, luego de los cuales partió con rumbo desconocido. A la partida del Céspedes, los marineros españoles se presentaron a la autoridad consular española quien determinó fletar el buque Maud Borbón, en el que se despachó a los citados marineros a Cuba, llevando los pliegos reservados con la narración de los hechos, desde la captura del Moctezuma hasta la partida del Céspedes del cabo Gracia de Dios.
Enterado de los acontecimientos, el Gobierno español de Cuba dispuso que la fragata Jorge Juan y los transportes Bazán y Fernando el Católico al mando del comandante J. Rada salieran en persecución del Céspedes, a la vez que ordenaba la prisión de todos los tripulantes del Moctezuma en Santiago de Cuba, a bordo del crucero Churruca, cuyos oficiales se mordían los labios… sin comprender cómo 60 hombres habían rendido el buque dándose prisioneros de 10 cubanos. Incluso el pasaje del buque fue perseguido por las autoridades españolas, teniendo en un caso, que intervenir el cónsul francés en Santiago de Cuba, para liberar a la Señora Hurtado y sus hijas de ser apresadas en el Churruca, al encontrarse como pasajeras del vapor francés Columbia, de donde habían sido desembarcadas.
El Jorge Juan, hizo su aparición en cabo Gracias a Dios. Por falta de carbón el Céspedes se vio obligado a recalar en Troappe, donde el día 3 de enero de 1877, fue avistado por el “Jorge Juan”. Temprano ese día, el “Jorge Juan” fue avistado por un marinero español, que se calló el hallazgo y solo recién a las 10H00, Leoncio Prado y sus tripulantes, se dieron cuenta de que estaban bloqueados.
Sin combustible, a más de 500 m de la playa, la escapatoria era imposible; Leoncio Prado con serenidad, ordenó echar los botes al agua, y ordenó a la tripulación embarcarse en ellos. Él quedó en el “Céspedes” con el capitán Morey. Entretanto, el “Jorge Juan” acortaba distancias con cautela para evitar alguna desagradable sorpresa. Cuando el “Jorge Juan” se puso a tiro de cañón, descargó la artillería de su nave. Prado y Morey hacen volar el “Céspedes” prendiendo fuego a la santabárbara de la nave, lo que produce una terrible explosión. El “Jorge Juan” que se acerca cautelosamente al buque incendiado, comprueba la “completa destrucción del corsario y su gente”.
Tanto Prado como Morey, habían abandonado el buque antes de la explosión y esperado la noche para nadar hasta la playa, guiándose por el resplandor del incendio; el “Jorge Juan”, luego de comprobar la destrucción del “Céspedes” y de recoger a los marineros de la playa, se retiró. A Leoncio Prado y a Morey, se les unieron algunos marineros en la playa. Estos anduvieron varios días pasando hambre, frío, calor y las más diversas penalidades. El historiador cubano Eladio Aguilera, relata, en una de sus obras la odisea:

“Aflictiva fue la situación de Prado y sus compañeros así que dejaron el vapor.

Encontráronse en la extensa costa de los mosquitos entre espesos manglares, sin caminos, andando al acaso entre el fango, finalmente decidieron hacer rumbo al oeste, en esta deplorable situación, anduvieron mucho, hasta que el territorio se hizo escabroso, entonces sufrieron nuevas penalidades, pues como estaban descalzos por haber perdido los zapatos, la marcha fue penoso. “Gradualmente el país se convirtió en montañoso y con esto aumentaron sus sufrimientos”.
Con los pies llagados, rendidos de fatiga, sin alimento ni agua algunas veces, sin caminos, perdidos en aquellas soledades, sin más amparo que la Divina Providencia, era forzoso seguir adelante.
Finalmente encontraron la choza de un indio, éste les dispensó los auxilios que su miserable estado le permitía y allí se repusieron un tanto, continuando luego su penosa marcha.

Las condiciones fueron mejorando según avanzaban por el territorio civilizado, hasta que por último llegaron al Puerto de Corinto en el Pacífico”.
Historiador Eladio Aguilera#GGC11C

Entre tanto, el 19 de enero de 1877, sin saber lo que había pasado con el “Céspedes”, salía del puerto de Colón el general cubano Rafael Quezada con rumbo a Nicaragua a bordo de la goleta Luisa, llevando carbón y pertrechos de guerra para el Céspedes. La nave llegó a San Juan del Norte y de ahí, en una lancha llegaron a Troappe, en donde se enteró de la tragedia del Céspedes. El 25, regresa al fondeadero del “Luisa” y emprende viaje al cabo Gracia de Dios. Quezada en el cabo Gracia de Dios, dispuso la búsqueda de los náufragos, proveyendo de los fondos necesarios para la expedición, la que partió inmediatamente remontando el río Wankez, llamado también Segobia, con el propósito de atravesar la región hasta Honduras. El general Quezada retornó a Colón, el día 13 de febrero, lleno de incertidumbre sobre la suerte de los náufragos del Céspedes.
Mientras eso ocurría en el Luisa, Leoncio Prado del puerto de Corinto, se dirigió a Estados Unidos, en donde se entrevistó con el Agente General de Cuba, señor Aldana, a quien dio detalles de todas las vicisitudes de la captura y correrías del Moctezuma.

El gobierno cubano premió a Leoncio Prado, héroe del “Moctezuma”, dándole la alta clase de coronel de su Ejército. Hoy su retrato figura entre los patriotas de la Galería del Ayuntamiento de La Habana, siendo considerado entre los próceres de la Independencia de la República de Cuba.

### Independencia de las Filipinas
De los Estados Unidos, Leoncio Prado emprende viaje al Perú, para reponer su organismo gastado por la campaña libertaria de Cuba. El 11 de abril de 1877 se embarca rumbo al Callao y ese mismo día un diario de Albany, escribe sobre él:

Se dirige al Perú el señor Leoncio Prado, cuyo nombre se ha hecho célebre con motivo de la captura bélica del vapor Moctezuma.

Se llega a surgir como es de esperarse, la causa de la libertad de Cuba, no dudamos que el nombre del señor Prado pasará a la posteridad lleno de gloria inmarcesible que se merece, figurando al lado de los Céspedes, los Agramante, los Agüero y tantos otros héroes que sostienen y han sostenido una lucha tan desigual como gloriosa contra el poder de España a fines del siglo en que vivimos, que es de libertad y de progreso

.
El 1 de mayo de 1877, llega a Lima, aureolado por sus hazañas en Cuba. Poco tiempo descansa en Lima y emprende el retorno a los Estados Unidos y, es ahí donde concibe la idea de intervenir en la independencia de Filipinas. Ya que según su criterio, la independencia de las Filipinas, haría más fácil el triunfo de la revolución emancipadora en Cuba. Con el apoyo de patriotas cubanos la expedición quedó lista. La empresa fracasó, pues la embarcación que conducía a los expedicionarios, zozobró, en un terrible temporal, frente a las costas de China. Salvado del naufragio, recorre Europa, ocultando su nombre, porque ya por esa época se le perseguía sin piedad, sobre todo España, por sus ideas libertarias.
De Europa se traslada a Estados Unidos, en enero de 1878. Nuevamente prepara otra expedición para la independencia de las Filipinas, cuando se entera del posible conflicto entre Perú y Chile. En 1879, ante la grave situación planteada por Chile, Leoncio Prado, decide retornar al Perú.

## Guerra del Pacífico
A su llegada, el gobierno lo comisiona a Estados Unidos para la compra de armamentos. El 9 de agosto retorna al Perú y el 15 del mismo mes se embarca hacia Arica, en donde se encontraba su padre el presidente Mariano Ignacio Prado, a quien solicita un puesto en la guerra. Leoncio Prado retorna al Callao para recibir a sus hermanos Justo y Grocio, que regresaban de los campos de batalla cubanos.
Al respecto, escribía Leoncio Prado: "Mis hermanos deben llegar a ésta el 12 del corriente (septiembre) y como es natural a mí me toca definir sus respectivas situaciones colocándolos del mejor modo posible...Han llegado sin novedad, Antonio (Manuel Antonio Prado) ha sacado para ellos los despachos de capitanes y marchan al frente". Justo y Grocio Prado obtienen grados similares a los que tenían en el Ejército de Cuba. Leoncio Prado parte nuevamente a Arica, en donde espera sus órdenes. "Cansado de esperar una resolución cualesquiera, respecto a mi persona, me resolví venir a este puerto, con el objeto de deslindar definitivamente mi situación, que cuando es incierto es desesperante".
El gobierno le asigna la organización de un cuerpo de torpederas que debía actuar en la Isla del Alacrán del puerto de Arica. Se instala en un islote y desde ahí prestó importantes servicios al Perú, ya vigilando las costas peruanas, ya haciendo retroceder al enemigo cuando intentaba sus sorpresivos ataques, ya luchando en cooperación con el Manco Cápac, tal como consta en las partes de guerra del combate naval que se realizó el 24 de febrero de 1880.

### Jefe de guerrilleros
A la subida al poder del civil Nicolás de Piérola Villena, viene la reorganización del ejército y Leoncio Prado recibe la orden de formar y comandar un cuerpo de guerrilleros para actuar independientemente pero en conexión con la jefatura Suprema, que la ejercía el contralmirante Lizardo Montero, Comandante en Jefe del Ejército del Sur.
En esa condición asistió a la Batalla del Alto de la Alianza, “donde se batió con singular denuedo” y luego, cubriendo la retirada cuando se produjo el desastre del ejército aliado. Los “Guerrilleros de Vanguardia” del coronel Leoncio Prado dieron mucho que hacer al ejército chileno en la campaña del sur, al atacar sus avanzadas o filtrándose por sus líneas para caer por retaguardia atacándolas para desaparecer enseguida, dejando desorientados a los chilenos. Era tan eficaz la acción de Leoncio Prado que el comando del ejército chileno destacó al coronel Orozimbo Barbosa Puga para, que con fuerzas muy superiores, persiguiera a los “Guerrilleros de Vanguardia”.

## Prisionero en Chile
La situación de Leoncio Prado y sus guerrilleros se tornaba cada día más peligrosa. La persecución del coronel Orozimbo Barbosa, terminó el 21 de julio de 1880, en Tarata, donde se entabló un singular combate con la pequeña fuerza de Prado. Tras la lucha feroz que se generalizó los guerrilleros fueron cayendo uno a uno, resistiendo a pie firme las acometidas del enemigo. El combate no podía durar mucho y, no duró. Las superiores fuerzas chilenas, hicieron que los guerrilleros fueran cayendo, los que fueron muertos en su gran mayoría. Al final del combate, Leoncio Prado se encontraba entre un hacinamiento de cadáveres y heridos. Un oficial chileno, viéndolo luchar con denuedo con las ropas destrozadas, evita que sus soldados disparen contra él. Lo conduce prisionero ante el coronel Orozimbo Barbosa quien después de oír el relato del combate. Le dice: “Quiero que mis oficiales se honren con la compañía de usted”.
Fue trasladado a Chile, con grandes consideraciones siendo internado en la prisión de San Bernardo, rechazando varias veces el ofrecimiento de libertad que tenía por condición "comprometerse a no volver a empuñar las armas". Pero, finalmente, considerando que prisionero era nula su contribución a la causa de la resistencia, fingió aceptar la propuesta, quedando en libertad. Poco después, dando muestra de que no acataría la condición impuesta, escribió: "Cuando la patria se halla subyugada, no hay palabra que valga sobre el deber de libertarla".

### Retorna a las armas
Llegó al Callao en febrero de 1882, informándose de inmediato sobre la lucha que en el Perú Rural libraba el Ejército de La Breña al mando del general Andrés Avelino Cáceres. Buscó motivar el ideal de la resistencia en el círculo capitalino que frecuentaba, pero sus exhortaciones no fueron escuchadas, escribiendo con decepción: "Lo que me apena es ver que en estos momentos que se juega la última esperanza de la patria, haya hombres todavía egoístas que se resisten a contribuir en una forma o en otra, a la defensa de la patria".
Leoncio Prado y su espíritu es presa de la amargura y del dolor al contemplar la aflictiva situación de la capital bajo la dominación chilena. Su alma altiva no puede sufrir la humillación y resuelve emprender campaña contra el ejército invasor.
Eludiendo la vigilancia que sobre él ejercía el enemigo, Leoncio Prado pasó a Huánuco con intención de plegarse a la resistencia guerrillera que allí conducía su hermano el capitán Justo Prado. Pero a poco de su llegada lo vio morir de pulmonía, desgracia que no hizo sino retemplar su espíritu. Tomó el mando de la pequeña partida de guerrilleros de Huánuco.
Logra reunir ochenta jóvenes capitaneados por el mayor Heraclio Fernández y el doctor Enrique Rubín y con ellos marcha a Cerro de Pasco, y de esta provincia, en número de ciento cincuenta, se dirigen a las alturas de Canta y Chancay. Al principio esta fuerza solo estaba armada de puñales y rejones y algunas armas de fuego. Bajan hasta Palpa y de allí por las alturas llegan a Sayán desde donde asedia Huacho, que estaba ocupado por un destacamento enemigo. Finalmente establece su cuartel general en Vista Alegre, que era una magnífica posición estratégica.
Los guerrilleros de Leoncio Prado no vestían traje militar sino el de paisano, y en su mayoría poseían caballos, lo que facilitaba sus incursiones hasta cerca de la costa. Apoyado por el pueblo indio de Ihuarí, distante de Chancay 20 leguas, los patriotas tenían localizadas sus avanzadas en el punto denominado Piedra Parada, en el camino que conducía a Sayán. Varios hacendados de la región secundaban los esfuerzos de Prado, proporcionándole toda clase de bastimentos. Y todos los campesinos lo apoyaban con decisión, conformando los cuadros de combatientes y sirviendo en tareas de vigilancia y espionaje. Invistiendo grado de coronel, Prado dirigió personalmente la instrucción militar de esos contingentes, contagiándoles su fervor patriótico con arengas como aquella que dirigiera a sus paisanos: "Hermanos de mi alma, hijos de mi pueblo: Sabed que las balas del enemigo no matan y que morir por la patria es vivir en la inmortalidad de la gloria".
Tan pronto como el comando chileno toma conocimiento de la formación del cuerpo de guerrilleros a órdenes de Leoncio Prado y de su proximidad a la costa, dispuso de fuerzas importantes para que los persiguieran y los exterminaran. Se inicia así la persecución, pero Leoncio Prado en aplicación de una “estrategia de desgaste y atracción a terreno propicio para golpear certeramente”, emprendió la retirada a las altas serranías de la provincia de Chancay. Antes de abandonar Vista Alegre dejó un grupo de guerrilleros convenientemente parapetados, “con la consigna de cubrir su retirada”. El jefe chileno de la avanzada al descubrir dicha posición dispuso el ataque.
Después de una corta refriega, que resisten los defensores, proceden al asalto, y ya cerca de la cumbre se ve rodar a uno, dos tres soldados. No hay duda que resisten. Continúa el fuego y las tropas chilenas toman la posición donde les esperaban, imperturbables, un pelotón de muñecos agujereados por las balas chilenas... El eco que respondía al traqueteo de la fusilería chilena, las nubes de polvo y el rodar de piedras, habían dado la ilusión perfecta del combate.
Cubierta la retirada. La guerrilla de Leoncio Prado se establece definitivamente en las escarpadas serranías de Chancay. El cuartel general se establece en Jucul, posición que fue convenientemente parapetada aprovechándose su ventajosa ubicación. Desde ahí tuvo en jaque durante cinco meses, hasta abril de 1883, a las fuerzas chilenas comandadas por los jefes chilenos Castillo y Marchand, que no solo no pudieron darle caza sino que se vieron impedidos siempre de acercarse al cuartel general de Jucul. Los indios de las alturas Santa Cruz, Paccho y otros pueblos más, recorrían grandes distancias para traer al cuartel general de Leoncio Prado, ya un rifle, ya cartuchos o alimentos para los combatientes. Prado había incrementado sustancialmente su fuerza guerrillera. Al respecto escribía: “A pesar de muchos tropiezos, cada día voy mejor; pues ya cuento con trescientos hombres bien armados. A este paso creo que pronto contaré con mil y entonces mucho tendrán que hacer los chilenos conmigo. La columna que manda Fernández está preciosa lo mismo que el escuadrón del doctor Rubín. Está a mi lado como jefe de Detall el coronel Alcázar”.
Así la situación y sintiéndose fuerte con su tropa equipada con armas capaces de contrarrestar a las de los chilenos, baja a Sayán, donde se encuentra con el coronel Isaac Recavarren quien estaba comisionado por el general Andrés Avelino Cáceres para formar el Ejército del Norte. En esa condición, pide a Prado las fuerzas que comandaba aduciendo razones de carácter disciplinario. Prado contrariado, entregó las tropas y su plaza al coronel Recavarren y se quedó con su escolta compuesta exclusivamente por jóvenes huanuqueños. Con esta escolta se dirigió a Aguamiro donde se reunió con el general Cáceres quien le señaló el puesto de jefe de Estado Mayor de la Primera División del Ejército del Norte bajo el inmediato comando del coronel Isaac Recavarren. Los guerrilleros de Leoncio Prado sintieron el cambio de jefatura, y quizá esto fue la causa de las numerosas deserciones de las tropas del coronel Isaac Recavarren antes de llegar a Huamachuco.

### Huamachuco
El general Andrés Avelino Cáceres, se había replegado al norte del Perú, donde esperaba le fuera más propicia la campaña. El comando chileno que esperaba en el Departamento de La Libertad, destacó a la división del coronel Alejandro Gorostiaga Orrego para cerrarle el paso e impedir se le uniera el coronel Isaac Recavarren, que operaba en el departamento de Áncash. La división del coronel Arriagada pisaba la retaguardia del ejército de Cáceres.
Cáceres mediante una hábil, maniobra hace que el coronel Arriagada contramarche, deshaciéndose así de este enemigo, al mismo tiempo que se unía a las tropas del coronel Isaac Recavarren. Al tener conocimiento de esto, el coronel Gorostiaga se repliega sobre Huamachuco solicitando refuerzos con urgencia.
Dadas las continuas marchas desde Tarma, por las escarpadas cordilleras andinas, las tropas de Cáceres se encontraban enfermos, semidesnudos y hambrientos; tan extenuados estaban que cuando se encuentran en el paso de los Tres Ríos, con el refuerzo solicitado por Gorostiaga, no pudieron darle alcance. Cáceres entonces, apelando al patriotismo de sus tropas y mediante un gran esfuerzo, logró conducirlos por caminos extraviados e infernales a las alturas de Huamachuco, y las 15H00 del día 8 de julio de 1883, disparaba los primeros cañonazos sobre la plaza ocupada por el invasor chileno. Los chilenos sorprendidos, apenas tuvieron tiempo para retirarse del cerro Sazón, posición inexpugnable que de antemano tenían preparada. Tomada la plaza de Huamachuco por parte del ejército peruano, al día siguiente se suceden algunas escaramuzas hasta el día 10.

#### La Batalla de Huamachuco
Al terminar el segundo día de la ocupación de la plaza de Huamachuco (9 de julio de 1883) por parte de las fuerzas peruanas, quedó concertado el plan de batalla. Todo estaba listo, pero la fatalidad hizo que en la noche la división del coronel Recavarren no pudiera ocupar el emplazamiento que se había señalado, lo que malogró todo el plan trazado por el general Andrés A. Cáceres Dorregaray. En vista de esta contrariedad, el alto comando peruano resolvió aplazar el encuentro. Pero ya en la madrugada del día 10, un sector, hasta el que no había llegado la orden de aplazamiento, rompió los fuegos, comprometiendo a todas las líneas. Así, la batalla intempestivamente adquirió todo su fragor.
El arrojo de las fuerzas peruanas se sucedía al contragolpe chileno; la lucha encarnizada se desarrollaba en la pampa. De pronto las tropas chilenas se repliegan a sus primeros parapetos; el empuje peruano es desesperado esfuerzo se redobla; los combatientes ascienden al cerro Sazón, la inexpugnable posición chilena; las bandas del ejército peruano tocan dianas triunfales y en la cumbre del cerro se vislumbra la victoria. Más en este preciso momento, uno de los cuerpos peruanos agota sus municiones; un grito fatídico, escalofriante recorre las filas peruanas: "¡Municiones!… ¡municiones!..." Las tropas chilenas percatadas de tan inesperada contingencia, salta sobre las trincheras peruanas y avanza, produciéndose la derrota de las fuerzas de Cáceres.
En el fragor de la batalla, Leoncio Prado cae al suelo desmontado, producto de la explosión de una granada y trata de levantarse. Sus ordenanzas levantan su cuerpo, mientras el herido solo atina a decir: “¡Mi caballo…, mi caballo…!”. Pese a sus esfuerzos, no le es posible continuar en combate debido la gravedad de su herida. Esquirlas de la granada chilena le ha astillado la pierna…. Sus ayudantes lo vuelven a montar y lentamente lo sacan del campo de batalla. Tras él solo queda en el escenario bélico el desaliento precursor de la derrota.
Y sobreviene la hecatombe del Ejército Peruano de la Breña.
Al caer la tarde, retirándose del campo de batalla, Prado y sus ayudantes son alcanzados por el general Andrés A. Cáceres, con sus ayudantes y algunos jefes. Al preguntar quién era el herido, Leoncio Prado, se reincorpora y le dice: “Mi general, soy el coronel Leoncio Prado. He cumplido con mi deber”, enmudeciendo luego.
La comitiva continuó. “Se movía como el badajo de una campana al vaivén de la bestia”, señaló en un testimonio el coronel Samuel del Alcázar, testigo presencial del hecho.
Al anochecer, ya no fue posible continuar con el herido, de modo que sus soldados lo depositaron en una cueva inmediata a la laguna Cushuro. A la mañana siguiente se presentó en el refugio un sacerdote enviado por el general Cáceres, quien le dio la bendición y los santos óleos, luego se marchó. Cerca de ahí vivía el indio Julián Carrión, a quien se le encargó que fuera al pueblo en busca de auxilios. Carrión no solo se prestó para tal comisión, sino que refugió al herido en su casa.

## Muerte

#### Captura del coronel Leoncio Prado
Según esta versión, Carrión llegó al pueblo y entregó el recado a personas que no guardaron la discreción del caso, revelando el nombre del oficial herido. Se extendió la noticia que llegó al cuartel general chileno, hicieron tomar prisionero a Carrión quien fue obligado a confesar el paradero del oficial. Un grupo de veinticinco soldados al mando del teniente Aníbal Fuenzalida, se dirigió a Cushuro, llevando de guía al indio Carrión.
Con respecto a ese momento, el historiador chileno Nicanor Molinare, en su libro sobre la “Batalla de Huamachuco”, dice:

Una de las figuras militares enemigas más atrayentes de la guerra del Pacífico, quizá la que descolló más, por su amor al Perú, por el denuedo con que defendió siempre sus colores y por su valor indomable, fue, sin duda, la del coronel Leoncio Prado.

La muerte de este hombre extraordinario, tiene tonalidades tan grandiosas, fue tan admirablemente estoico para morir, que como un homenaje a la memoria de tan valiente jefe peruano, publicamos este emocionante episodio de su vida, que sin duda es la página más hermosa de la historia del Perú en la última campaña, tomándola de nuestra Historia de la Batalla de Huamachuco, que verá la luz pública entre breves días.

Si hubiera imaginado, compañero, que le iban a fusilar, tenga la seguridad que no lo tomo prisionero, decía el año próximo pasado mi querido amigo, el mayor retirado, Don Aníbal Fuenzalida, refiriéndose al coronel Leoncio Prado. Figúrese usted, que Pradito estaba herido gravemente, tenía un balazo horrible en la pierna izquierda: mire, la tenía hecha astillas, compañero, si lo sabré yo, si lo recogí de una quebrada el día 13 de julio, dos días después, el 15 temprano, poco después de las 8 de la mañana, era domingo, lo fusilaron, y en su propia camilla.

Aquel militar chileno, que había estado al mando del pelotón que capturó a Leoncio Prado, agregaba, relatando a Molinare la tragedia de Huamachuco:

Le voy a relatar punto por punto, todo cuanto sé, respecto al coronel Leoncio Prado, a quien tomé prisionero, de quien fui amigo cerca de dos días y a quien no vi morir porque cuando lo fusilaron había yo partido de Huamachuco.

De orden superior de mi jefe, el inteligente mayor Fuentecilla, salí temprano el día 13 de julio en comisión a recoger armas y muy especialmente a buscar dos cañones que faltaron de los doce que había tenido la artillería enemiga.

Cerro arriba nos lanzamos por el Morro de de Flores, altura que queda encima, como quien dice para el sur de Huamachuco; llegamos a la cumbre y una vez en ella bajé con mi tropa para el otro lado, como para Entre Ríos o Silacochas, y con paciencia principiamos a registrar todas las quebradas, vallecitos y hondonadas que forman aquellas agrestes serranías.

Estos cerros que se presentan pelados, sin un arbustito hacia el costado norte para el que mira el pueblo, una vez que descienden hacia Silacochas, principian a cubrirse de vegetación; en sus quebradas se encuentra agua y también árboles y bosquecillos.

Mi tropa andaba dispersa, con orden de no separarse mucho y de registrar con sumo cuidado cuanto rinconcito hubiera; yo disponía de 30 hombres y de mi corneta Vílchez.
Quince de los “niños” andaban a caballo, los demás a pie. Como le decía a usted, en partiditas, los soldados recorrían los cerros.

De repente, un artillero, cuyo nombre he olvidado, sintió que alguien se quejaba, más bien dicho, le pareció oír murmullo de una conversación; el hombre preparó su carabina por lo que pudiera acontecer y, con cautela, agazapándose, se fue acercando hacia el lugar de donde creía que venían las voces.

Pocos instantes después le hablan así con voz entera: “Avance Usted sin cuidado, que estoy herido; yo soy el coronel Leoncio Prado.

Y, efectivamente, mi artillero tenía a su frente, bajo una ramita, lo que los soldados llaman un torito, recostado en el suelo, sobre un cuero de oveja y una manta, a un hombre moreno, la nariz perfilada; de pelo negro y muy crespo y que usaba bigote y una insignificante pera militar.

El herido, sin ser otro, era el coronel Leoncio Prado, hijo natural del Presidente del Perú, don Mariano Ignacio Prado, y Jefe de Estado Mayor del Ejército del Centro, es decir del primer ejército de Cáceres.

Cuando mi artillero vio herido a Prado, o a Pradito, como todos le nombraban en el Perú, se quedó mirándolo al oír la tranquilidad con que le dirigía la palabra.

Y Pradito, con toda calma, le dijo: “Hazme un favor, dame un tiro aquí, en la frente.

Pídale ese servicio a mi Teniente Fuenzalida”, le contestó el soldado, y corrió a darme parte.

No pasó mucho tiempo y yo y otros soldados más, estábamos al lado del que fue mi pobre amigo el coronel Prado. ¡Qué hombre tan simpático, tan ilustrado y atrayente, compañero!; mire, encantaba conversar con él, de todo sabía, poseía el inglés y el francés lo mismo que el español; y con él podía usted hablar de artillería y tratar cuestiones guerreras a fondo, porque era hombre buen instruido, de estudio y muy sabido.

En cuanto estuve a su lado y después de darnos un afectuoso apretón de manos, me rogó que lo despachara al otro mundo, porque sufría dolores atroces a causa de la herida, y porque, suponía, le habrían de fusilar. “Naturalmente, le hice desechar tan negra idea, porque imaginé que estando tan gravemente herido, mi coronel Gorostiaga no lo ejecutaría”. “Compañero”, recuerdo que me dijo a propósito de su herida: “Este pobre chino es tan bueno, que por más que he hecho, no ha querido, cortarme la pierna herida”, y mostraba el muslo izquierdo horrorosamente fracturado encima de la rodilla.

Y nuestra conversación duró el tiempo necesario para armar una camilla y pronto regresamos todos a Huamachuco.

Usted se imaginará con cuanto cuidado bajamos aquellos empinados cerros. Qué hombre tan alentado. Usted supondrá que el camino era harto malo y que aquel hombre no se quejó una sola vez; hizo el viaje como en una cama de rosas.

#### Fusilamiento de Prado

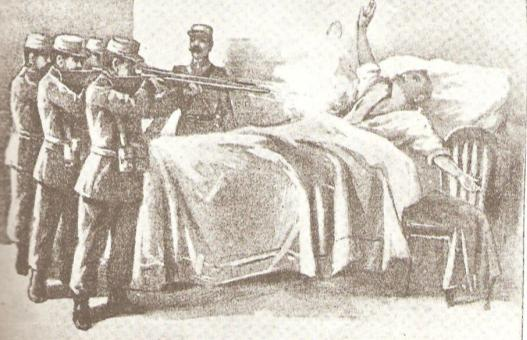
Fusilamiento del coronel Leoncio Prado

Fue encarcelado y sospechó de su sentencia a muerte cuando el cirujano militar se negó a amputar la pierna herida. Cosechó simpatías entre los componentes del ejército enemigo y comentó la buena puntería de los cañones chilenos a la vez que alabó el valor de sus soldados.
Según la versión chilena el coronel Leoncio Prado, conocido como "Pradito", fue sentenciado a muerte por haber faltado a su palabra de oficial. Siendo prisionero de guerra, fue puesto en libertad bajo palabra de honor de no seguir haciendo la guerra a Chile. Esta era la única pena posible, para quien a pesar de haber dado su palabra, fue capturado a consecuencia de una cruenta batalla, en la que se había comprometido a no participar. Sin embargo es necesario señalar que fueron fusilados también, oficiales del ejército peruano que no se encontraban en la condición de Prado como fue el caso del coronel Miguel Emilio Luna, el capitán Florencio Portugal entre otros.
En 1912 el mayor chileno Aníbal Fuenzalida narró al historiador Nicanor Molinare la forma en que, según su versión, murió Leoncio Prado señalando que cuando fue interrogado acerca del por qué había incumplido su promesa de volver a pelear, Prado afirmó "que en una guerra de invasión y de conquista como la que hacía Chile y tratándose de defender a la Patria, podía y debía empeñarse la palabra y faltar a ella".
Según el oficial Fuenzalida, Leoncio Prado dijo que realmente había dado su palabra cuando fue prisionero en junio de 1880 en Tarata, sin embargo "me he batido después muchas veces; defendiendo al Perú y soporto sencillamente las consecuencias. Ustedes en mi lugar, con el enemigo en la casa, harían otro tanto. Si sano y me ponen en libertad y hay que pelear nuevamente, lo haré porque ese es mi deber de soldado y de peruano".
El capitán Rafael Benavente hizo, por su parte, el relato de los momentos que precedieron al fusilamiento y también de esta escena. Cuando se le notificó cuál iba a ser su suerte, Leoncio Prado manifestó que tenía derecho a morir en la plaza y con los honores debido a su rango porque era Coronel y pertenecía al Ejército regular del Perú, pero su pedido no fue atendido y se le indicó que sería fusilado en su propia habitación.
Luego pidió un lápiz y escribió la siguiente carta:
"Huamachuco, 15 de julio de 1883.
Señor Mariano Ignacio Prado. Colombia.
Queridísmo padre: Estoy herido y prisionero; hoy a las .... (¿qué hora es? preguntó. Las 8.25 contestó Fuenzalida) a las 8:30 debo ser fusilado por el delito de haber defendido a mi patria. Lo saluda su hijo que no lo olvida Leoncio Prado".
Antes de su ejecución, Leoncio Prado solicitó tomar una taza de café.
Enseguida, cuando entraron dos soldados pidió que fuera aumentado su número para que dos le tirasen a la cabeza y dos al corazón. Al ser cumplido este pedido dio breves instrucciones a la tropa sobre la trayectoria de sus disparos y agregó que podían hacer fuego cuando hiciera una señal con la cuchara y pegase tres golpes en el cachuchito de lata en el que había estado comiendo.
Se despidió enseguida de los oficiales chilenos, los abrazó, les dijo: "Adiós compañeros". La habitación era pequeña. Al frente y al pie de la cama se colocaron los cuatro tiradores y detrás de ellos se pusieron los tres oficiales allí presentes. El Coronel Leoncio Prado cumplió con dar las órdenes para la descarga. "Todos llorábamos (manifestó Benavente) todos menos Pradito".
Se mandó fusilar al militar que había ganado el corazón de sus enemigos, dicen que los integrantes el pelotón de ajusticiamiento dispararon sus armas con los ojos nublados por la lágrimas. La muerte de Leoncio Prado se valoró como la de un héroe. Se relata así:

Nos colocamos tras los cuatro soldados; las lágrimas nublaron mi vista. ¡Todos lloramos, todos, menos Pradito!

Tomó la cuchara, le pegó un golpecito para limpiarla, enderezó un poco más el cuerpo, se irguió; saludó masónicamente con la cuchara, pegó pausadamente los tres golpes prometidos, sonó una descarga y, dulcemente, expiró en aras de su patriotismo, por su nación, por el Perú, el hombre más alentado que he conocido, el heroico coronel Leoncio Prado.

El cabo avanzó dándole un balazo en el pecho, para cumplir con la ley, acabó de apagar así los latidos de ¡aquél gran corazón que no palpitó sino para servir a su patria

La versión chilena con el vivo testimonio de los que estuvieron en el sacrificio, es la única fuente primaria de su muerte, dado que los oficiales chilenos fueron los únicos que presenciaron los últimos momentos de Leoncio Prado.
El asistente asiático compale José a que se refiere el testimonio del capitán Rafael Benavente B., fue un cocinero de la familia propietaria del inmueble que sirvió de cuartel general en Huamachuco a los chilenos, él quedó durante dicha ocupación al cuidado del inmueble, según Fuenzalida fue encontrado en compañía de Prado cuando fue capturado, no se menciona nada del guía Julián Carrión ni de la ejecución de los ordenanzas del coronel Prado: Patricio Lanza y Felipe Trujillo.
Con respecto a la fecha del fusilamiento, la mayoría de los historiadores, la han confundido, el relato del historiador chileno Molinare, la fija el 15 de julio.
En los primeros años del siglo XX, en 1933, se entrevistó a dos residentes de Huamachuco, que por su edad, debieron estar presentes en la ciudad, aquel día. Eran los señores Fabio Samuel Rubio y Enrique Moreno Pacheco. Su testimonio dice:

El día 10 de julio de 1883, nos encontrábamos en Huamachuco bajo la dolorosa impresión de la batalla realizada. Éramos niños. Nuestras familias al saber el triunfo de los chilenos huyeron con nosotros a Culicanda, donde teníamos una finca. El sábado 14 regresamos a la ciudad al saber que los chilenos se retiraban. El domingo 15, muy de mañana, presenciábamos la salida de las últimas tropas desde un balcón de la casa Pacheco, situada en la plaza principal. En esto sentimos una descarga de fusilería y con natural curiosidad nos dirigimos al lugar señalado, que era el cuartel de la artillería chilena, casa del señor Marino Acosta, y la encontramos desierta. Al penetrar al patio de dicha casa, en una habitación del lado derecho, vimos un cadáver: era el coronel Leoncio Prado. Sobre una camilla, recostado el cuerpo en la cabecera aparecía el héroe. Tenía el rostro bañado de sangre haciéndose visible una perforación cerca del ojo izquierdo, y su pierna del mismo lado estaba cubierta de vendas; al lado había un plato y una cuchara y en el suelo una taza.

Como alguien nos dijera que en el segundo patio había otros muertos, nos dirigimos al sitio señalado, encontrando a dos soldados peruanos casi juntos sobre un charco de sangre, en los últimos estertores de la muerte, y cerca de ellos una manta sobre la que estaba esparcido un naipe, consternados nos retiramos, grabándose en nosotros la escena que aún nos parece verla'

Los cadáveres del segundo patio, correspondían al de los ordenanzas del coronel Leoncio Prado Gutiérrez, Patricio Lanza y Felipe Trujillo los cuales son omitidos en el relato del oficial chileno Fuenzalida y que según el testimonio antes citado aún agonizaban en el mismo lugar en que había caído lo que indicaría que la ordenanza militar en caso de fusilmiento, que señala que uno de los soldados debe realizar un tiro de gracia para asegurar el resultado muerte, no fue cumplida.
Su cuerpo fue sepultado en el cementerio local de Huamachuco donde permaneció hasta 1889 cuando fue trasladado a Lima, siendo depositado en el Cementerio Presbítero Matías Maestro, desde 1908 reposa en la Cripta de los Héroes dentro de dicho cementerio, junto con los otros grandes héroes peruanos.

## Homenaje del Ejército del Perú
El Ejército del Perú, por sus valores y heroísmo, lo nombró patrono del Servicio de Material de Guerra del Ejército.

## Descendencia
Fruto de sus relaciones con Paula Pacheco, nació un hijo póstumo, Leoncio Abel Prado Pacheco, nacido en la localidad de Paccho, entonces parte de la ahora desaparecida Provincia de Chancay, el 19 de noviembre de 1883, cuatro meses después de su fallecimiento. A los seis años de edad, pasa a poder de su abuela paterna, María Avelina Gutiérrez, la cual desde entonces se encarga de su educación con el pequeño montepío percibido del Estado Peruano. Llegó a ser Subprefecto de Trujillo, Inspector-Visitador Regional de Trabajo de Huamachuco y Pataz y Subprefecto de Huamachuco, donde llegaría a ejercer la Alcaldía Provincial en tres periodos. Padre de 7 hijos (Avelina, Francisca, Pedro, Humberto, Eugenia, Naya e Isabel), en los cuales la descendencia de Leoncio Prado continúa en la actualidad, falleció el 11 de octubre de 1973, a los 89 años de edad.